# Plan cœur
Plan cœur est une série télévisée française créée par Noémie Saglio et Julien Teisseire, réalisée par Noémie Saglio et Renaud Bertrand d'après une idée de Chris Lang, diffusée entre le 7 décembre 2018 et le 1er janvier 2022 sur Netflix.

## Synopsis
Deux ans après sa rupture avec Max, Elsa déprime et n'arrive toujours pas à aller de l'avant. Charlotte et Émilie, ses deux meilleures amies depuis toujours, décident alors d'engager un gigolo, Jules, afin qu'elle puisse oublier son ex, sans qu'elle le sache. Mais alors que l'histoire ne devait ne durer que deux rendez-vous, l'histoire va devenir sérieuse et révéler les petits secrets des trois amies.

## Distribution

### Acteurs principaux
- Zita Hanrot : Elsa "El" Payette, meilleure amie de Charlotte et Émilie
- Sabrina Ouazani : Charlotte "Cha" Ben Smires, meilleure amie d'Elsa et Émilie, sœur d'Antoine
- Joséphine Draï : Émilie "Milou" Châtaigne, meilleure amie d'Elsa et Charlotte, et compagne d'Antoine
- Marc Ruchmann : Julio "Jules Dupont" Saldenha, le gigolo, meilleur ami de Roman
- Syrus Shahidi : Antoine Ben Smires, ami de Matthieu et Maxime, frère de Charlotte et compagnon d'Émilie
- Tom Dingler : Matthieu, ami d'Antoine et Maxime
- Guillaume Labbé : Maxime "Max" Pauillac, ami d'Antoine et Matthieu et ex-compagnon d'Elsa
- Yvan Naubron : Roman, meilleur ami de Julio
- Ludivine de Chastenet : Chantal, collègue et amie d'Elsa

### Acteurs secondaires
- Jean-Michel Martial : Dr Philippe Payette, le père d'Elsa (saison 1)
- Karina Testa : Manon, la collègue d'Antoine (saison 1)
- Nanou Garcia : Anita Saldenha, la mère de Julio (saison 1)
- Anne Depétrini : Valérie, une cliente régulière de Julio (saison 1)
- Alexia Barlier : Gaïa, la nouvelle compagne de Maxime (saison 1)
- Stéphanie Murat : Audrey Payette, la mère d'Elsa (saison 1)
- Aude Legastelois : Anaïs Payette, la sœur d'Elsa (saison 1)
- Victor Meutelet : Arthur, le stagiaire (saison 2)
- Aurélie Vérillon : Rachel, la productrice de Julio (saison 2)
- Féodor Atkine : Piotr Kaminsky, le nouveau patron d'Elsa (saison 2)

## Fiche technique
- Titre anglophone : The Hook Up Plan

## Production
Le 11 décembre 2020, Netflix renouvelle la série pour une troisième et dernière saison.

## Épisodes

### Saison 1: 2018
| N° | # | Titre          | Réalisation     | Scénario                                                                                              | Date de diffusion |
| -- | - | -------------- | --------------- | --- | ----------------- |
| 1  | 1 | Plan secret    | Noémie Saglio   | Noémie Saglio, Julien Teisseire et Chris Lang.                                                        | 7 décembre 2018   |
| 2  | 2 | Plan boulette  | Noémie Saglio   | Noémie Saglio et Julien Teisseire En collaboration avec Chris Lang                                    | 7 décembre 2018   |
| 3  | 3 | Plan cul       | Noémie Saglio   | Noémie Saglio et Julien Teisseire                                                                     | 7 décembre 2018   |
| 4  | 4 | Plan love      | Noémie Saglio   | Noémie Saglio et Julien Teisseire                                                                     | 7 décembre 2018   |
| 5  | 5 | Plan teuf      | Renaud Bertrand | Julien Teisseire En collaboration avec Noémie Saglio, Yaël Langmann, Honorine Crosnier, Scott Weinger | 7 décembre 2018   |
| 6  | 6 | Plan pourri    | Renaud Bertrand | Julien Teisseire En collaboration avec Noémie Saglio, Yaël Langmann, Honorine Crosnier, Scott Weinger | 7 décembre 2018   |
| 7  | 7 | Plan solo      | Renaud Bertrand | Julien Teisseire En collaboration avec Noémie Saglio, Yaël Langmann, Honorine Crosnier, Scott Weinger | 7 décembre 2018   |
| 8  | 8 | Plan de sortie | Renaud Bertrand | Julien Teisseire En collaboration avec Noémie Saglio, Yaël Langmann, Honorine Crosnier, Scott Weinger | 7 décembre 2018   |

### Saison 2: 2019
| N° | # | Titre           | Réalisation                      | Scénario                                                                                           | Date de diffusion |
| -- | - | --------------- | -------------------------------- | -------------------------------------------------------------------------------------------------- | ----------------- |
| 9  | 1 | Plan retour     | Renaud Bertrand et Noémie Saglio | Noémie Saglio, Julien Teisseire, Joris Morio                                                       | 11 octobre 2019   |
| 10 | 2 | Plan lama       | Renaud Bertrand et Noémie Saglio | Julien Teisseire, Joris Morio, avec Noémie Saglio                                                  | 11 octobre 2019   |
| 11 | 3 | Plan de secours | Renaud Bertrand et Noémie Saglio | Julien Teisseire, Joris Morio, avec Noémie Saglio En collaboration avec Yaël Langmann              | 11 octobre 2019   |
| 12 | 4 | Plan drague     | Renaud Bertrand et Noémie Saglio | Julien Teisseire, Joris Morio, avec Noémie Saglio                                                  | 11 octobre 2019   |
| 13 | 5 | Plan d'après    | Renaud Bertrand et Noémie Saglio | Julien Teisseire, Joris Morio, avec Noémie Saglio En collaboration avec Deborah Saiag et Mika Tard | 11 octobre 2019   |
| 14 | 6 | Plan cœur       | Renaud Bertrand et Noémie Saglio | Noémie Saglio, Julien Teisseire et Joris Morio                                                     | 11 octobre 2019   |

### Épisode spécial: 2020
Le 24 août 2020, Netflix annonce par le biais d'un tweet la mise en ligne d'un épisode spécial de la série dont l'histoire se déroulera autour du confinement mis en place en France lors de l'épidémie de COVID-19.
| N° | # | Titre            | Réalisation   | Scénario                          | Date de diffusion |
| -- | - | ---------------- | ------------- | --------------------------------- | ----------------- |
| 15 | — | Plan confiné.e.s | Noémie Saglio | Noémie Saglio et Julien Teisseire | 26 août 2020      |

### Saison 3: 2022
| N° | # | Titre        | Réalisation                       | Scénario                          | Date de diffusion |
| -- | - | ------------ | --------------------------------- | --------------------------------- | ----------------- |
| 16 | 1 | Faux plan    | Noémie Saglio                     | Noémie Saglio et Julien Teisseire | 1er janvier 2022  |
| 17 | 2 | War plan     | Noémie Saglio                     | Noémie Saglio et Julien Teisseire | 1er janvier 2022  |
| 18 | 3 | En plan      | Noémie Saglio                     | Noémie Saglio et Julien Teisseire | 1er janvier 2022  |
| 19 | 4 | Pire plan    | Noémie Saglio                     | Noémie Saglio et Julien Teisseire | 1er janvier 2022  |
| 20 | 5 | Sororiplan   | Noémie Saglio                     | Noémie Saglio et Julien Teisseire | 1er janvier 2022  |
| 21 | 6 | Dernier plan | Noémie Saglio et Julien Teisseire | Noémie Saglio et Julien Teisseire | 1er janvier 2022  |

## Accueil

### Accueil critique
On trouve principalement des notes positives de la part de la presse sur le site Allociné, avec une moyenne de 3,3.
Le journal Le Monde, quant à lui, porte un jugement plus critique, estimant la série d'une grande mièvrerie, sans une pincée d'humour.